# Legacies
Legacies es el sexto episodio de la primera temporada de la serie estadounidense de drama y ciencia ficción, Arrow. El episodio fue escrito por Moira Kirland y Marc Guggenheim, dirigido por John Behring y fue estrenado el 14 de noviembre de 2012 en Estados Unidos por la cadena CW. En Latinoamérica, Warner Channel estrenó el episodio el 3 de diciembre de 2012.
Una pandilla de ladrones de banco que se hacen llamar Royal Flush Gang asalta un banco local y en el proceso le dan muerte a un oficial de la policía. Diggle le dice entonces a Oliver que debería desviarse un poco de la lista que le dio su padre y comenzar a ayudar a los habitantes de Starling City.

## Argumento
Oliver comienza la preparación para tachar a otra persona de la lista de su padre, pero Diggle argumenta que debería expandir su trabajo y ayudar a la policía acabar con un grupo de ladrones de bancos. Oliver rechaza inicialmente, creyendo que eso resta valor a su misión de corregir los errores de su padre; finalmente, Diggle es capaz de convencer a Oliver. Oliver utiliza los archivos de la policía y la ayuda de Felicity Smoak y deduce que los ladrones son en realidad una familia, y que el líder, Derek Reston trabajó para Industrias Queen, antes de que Robert Queen subcontratara 1.500 puestos de trabajo en China y la familia Reston perdió su hogar como consecuencia de ello.
Sintiéndose culpable, Oliver intenta persuadir a Derek para corregir sus propios errores, pero cuando se entera de que la familia planea robar otro banco decide detenerlos. Durante la confrontación, Derek recibe un disparo y muere. Mientras tanto, Tommy organiza a Laurel una recaudación de fondos para ayudar a su bufete de abogados pro-bono a mantenerse, Tommy espera que esto le mostrará a Laurel que habla en serio acerca de querer una relación con ella. Flashbacks también revelan cómo Oliver descubrió por primera vez los nombres de objetivos en el cuaderno de su padre.

## Elenco
- Stephen Amell como Oliver Queen.
- Katie Cassidy como Dinah Laurel Lance.
- Colin Donnell como Tommy Merlyn.
- David Ramsey como John Diggle.
- Willa Holland como Thea Queen.
- Susanna Thompson como Moira Queen.
- Paul Blackthorne como el detective Quentin Lance (crédito solamente).

## Continuidad
- Es el primer episodio donde se muestra al Vigilante operando de día.
- Es el segundo episodio donde un personaje principal no aparece (Quentin Lance).

- Tommy estuvo ausente en An Innocent Man.

- Robert Queen fue visto anteriormente en Pilot.
- El episodio marca hasta ahora la única aparición de la familia Reston.
- El episodio marca también la única aparición de Carter Bowen.
- Derek Reston muere en este episodio.
- Es el primer episodio donde Walter Steele no aparece.
- Thea revela tener un enamoramiento por Tommy.

## Desarrollo

### Producción
La producción de este episodio comenzó el 23 de agosto y terminó el 31 de agosto de 2012.

### Filmación
El episodio fue filmado del 4 al 13 de septiembre de 2012.

## Recepción

### Recepción de la crítica
Alasdair Wilkins de A.V Club le dio una B+ al episodio, comentando: "Legacies probablemente marca un punto de inflexión en la evolución de Arrow, ya que esta es la primera vez que realmente se siente que Oliver se está convirtiendo en un héroe, y no simplemente un vigilante que utiliza medios cuestionables para alcanzar fines justificables. No ha adoptado una política de "No matar" todavía y supongo bastantes más víctimas mortales todavía se encuentran en su futuro, pero está claro que su primera prioridad durante el golpe final es evitar que cualquier persona pierda la vida, no simplemente detener un robo. Por supuesto que no, ya que todos los héroes deben intentar detener a un villano de la auto-destrucción, pero hay un altruismo subyacente a sus acciones hacia Derek Reston que se siente diferente de su vigilantismo de los episodios anteriores", y añade: "Emily Bett Rickards sigue siendo muy divertida como Felicity Smoak, alcanzando el equilibrio perfecto entre la discreción y sólo mirar arriba a Oliver en su transparente mentira".
Jesse Schedeen de IGN califica al episodio como bueno, otorgándole una calificación de 7.2, diciendo: "La nueva entrega de Arrow es desigual a la última, mientras Oliver se enfrenta a criminales distintos" y resalta como puntos positivos la ausencia de la narración y el fuerte desarrollo que tuvo el personaje de Tommy y el gran compañero en el que Diggle se ha convertido, además, señala como puntos negativos el poco desarrollo de los villanos de esta semana y que el personaje de Moira siga siendo desconcertante.

### Recepción del público
El episodio fue visto por 3.83 millones de espectadores, recibiendo 1.2 millones entre los espectadores entre 18-49 años.